# Tenrekowate
Tenrekowate, kretojeże (Tenrecidae) – rodzina ssaków z podrzędu tenrekokształtnych (Tenrecomorpha) w obrębie rzędu afrosorkowców (Afrosoricida).

## Zasięg występowania
Do rodziny należą gatunki występujące na Madagaskarze.

## Charakterystyka
Zwierzęta o niewielkich rozmiarach, od 4,5 cm do 40 cm długości. Zajmują różne siedliska, niektóre przystosowane do ziemnowodnego lub podziemnego trybu życia. Żywią się przede wszystkim bezkręgowcami. Większość gatunków prowadzi nocny tryb życia. Ciąża trwa – w zależności od gatunku – 50 do 64 dni. Liczba młodych w miocie – od 2 (rodzaje Micropotamogale i Potamogale) do 32 u tenreka zwyczajnego, najliczniejszy miot wśród ssaków.
Tenrekowate są blisko spokrewnione ze złotokretami.

## Systematyka
Do rodziny należą następujące występujące współcześnie podrodziny:
- Tenrecinae J.E. Gray, 1821 – tenreki
- Geogalinae Trouessart, 1879 – uszorki – jedynym żyjącym współcześnie przedstawicielem jest Geogale aurita Milne-Edwards & A. Grandidier, 1872 – uszorek wielkouchy
- Oryzorictinae Dobson, 1882 – ryżorki

Opisano również podrodzinę wymarłą:
- Protenrecinae Butler, 1969

oraz rodzaje wymarłe o niepewnej pozycji systematycznej:
- Arenagale Pickford, 2015[8] – jedynym przedstawicielem był Arenagale calcarea Pickford, 2015
- Promicrogale Pickford, 2018[9] – jedynym przedstawicielem był Promicrogale namibiensis Pickford, 2018
- Sperrgale Pickford, 2015[10] – jedynym przedstawicielem był Sperrgale minuta Pickford, 2015